# Легстра, Тьерк
Тьерк Хидде Легстра (нидерл. Tjerk Hidde Leegstra; 27 января 1912, Сурабая — 23 октября 1980, Прая-ду-Карвоэйру, Lagoa e Carvoeiro) — нидерландский и американский хоккеист на траве, полевой игрок. Участник летних Олимпийских игр 1956 года.

## Биография
Тьерк Легстра родился 27 января 1912 года в городе Сурабая в Нидерландской Ост-Индии (сейчас Индонезия).
Учился в Делфтском техническом университете.
С конца 1920-х годов до начала Второй мировой войны был заметным игроком в чемпионате Нидерландов по хоккею на траве.
До начала Второй мировой войны был пилотом нидерландских Королевских ВВС.
В июне 1955 года получил гражданство США. Играл здесь за «Нью-Йорк».
В 1956 году вошёл в состав сборной США по хоккею на траве на летних Олимпийских играх в Мельбурне, занявшей 12-е место. Играл в поле, провёл 3 матча, мячей не забивал.
По состоянию на 1956 год работал техническим представителем авиакомпаний.
Умер 23 октября 1980 года в португальском районе Прая-ду-Карвоэйру.

## Семья
Отец — Рурд Легстра (1877—1933), нидерландский академический гребец. Бронзовый призёр летних Олимпийских игр 1900 года.